# BM-27 Uragan
BM-27 Uragan (ros. БМ-27 Ураган, Indeks GRAU 9K57) – radziecki system artylerii rakietowej, produkowany przez zakłady Spław z Tuły. W 1964 roku A. Ganiczew zaproponował skonstruowanie wyrzutni niekierowanych pocisków rakietowych kalibru 220 mm. Nowy system został przyjęty do uzbrojenia w 1975 roku i otrzymał kod Grau 9K57.
Podstawowym elementem systemu była samobieżna wyrzutnia 9P140. Składała się ona z bloku 16 pięciometrowych prowadnic osadzonych na podwoziu czteroosiowego samochodu ciężarowego ZIŁ-135ŁM. W położeniu transportowym blok wyrzutni jest obrócony wylotami do tyłu. Przy przechodzeniu w położenie bojowe blok wyrzutni jest obracany o 180°, a pojazd podpierany przy pomocy dwóch podpór talerzowych. Czas przejścia w położenie bojowe to ok. 3 minuty. Kąt ostrzału w poziomie jest równy po 30° od osi pojazdu, w pionie od -5° do +55°
Z wyrzutni mogą być wystrzeliwane pociski rakietowe kalibru 220 mm. Pod względem konstrukcji są one zbliżone do starszych pocisków kalibru 122 mm systemu BM-21 Grad. Identyczny jest system stabilizacji wykorzystujący stabilizację aerodynamiczna przy pomocy rozkładanych brzechw i obrotową uzyskiwaną dzięki występowi pocisku i spiralnej szynie biegnącej wzdłuż prowadnicy. Opracowane dla BM-27 pociski były pierwszymi radzieckimi rakietowymi pociskami kasetowymi klasy ziemia-ziemia. Z wyrzutni można odpalać pociski:
- 9M27F - burzący zawierająca 51 kg materiału wybuchowego
- 9M27K1 - kasetowy przenoszący 30 podpocisków odłamkowych 9N210 o masie 1,8 kg każdy
- 9M27K2 - kasetowy z 24 minami przeciwpancernymi PGMDM
- 9M27K3 - kasetowy z 312 minami przeciwpiechotnymi PFM-1
- 9M59 - kasetowy z 9 minami kierunkowymi
- 9M27D - prawdopodobnie dymny
- 9M27S - prawdopodobnie oświetlający
- 9M27FIN - o nieznanym przeznaczeniu
- 9M51 - o nieznanym przeznaczeniu, prawdopodobnie kierowany.

Wyrzutnie BM-27 weszły w skład armijnych dywizji i brygad artylerii. Dywizjon liczy 12 wyrzutni (etat wojenny to 18 wyrzutni). W skład brygady wchodzą 4-5 dywizjony, w skład pułku 3. W dywizjonie na każdą wyrzutnię 9P140 przypadają 2-3 wozy transportowo-załadowcze 9T452.
Wyrzutnie są dowodzone przy pomocy systemu dowodzenia i kierowania ogniem Kapustnik-B rozmieszczonego na samochodach Ural-4320 (wozy dowódcy dywizjonu i szefa sztabu) i transporterach opancerzonych BTR-60 i BTR-70 (wozy dowódców baterii). Dywizjon współpracuje z wozami rozpoznawczymi PRP-3 na podwoziach bwp BMP-2. Dzięki zastosowaniu systemu kierowania ogniem czas pomiędzy wykryciem celów a otwarciem ognia skrócono do 40 s.
Pomimo wprowadzenia do uzbrojenia w 1975 roku, system ten przez kilka lat nie był znany poza ZSRR. Dopiero w 1978 roku pierwszych informacji na temat tej broni udzielił zachodnim służbom wywiadowczym Władimir Rezun. Broń została dopuszczona do eksportu tylko do wybranych krajów Układu Warszawskiego PRL i Czechosłowacji, ale żaden z nich nie zakupił Uraganów. BM-27 zostały po raz pierwszy użyte bojowo w 1982 roku podczas wojny w Afganistanie. 
Obecnie BM-27 są używane przez siły zbrojne Federacji Rosyjskiej i innych krajów powstałych po rozpadzie ZSRR.